# محمد شرعی
محمد شرعی سیاست‌مدار ایرانی بود، که در  دوره بیستم   بعنوان نماینده گرگان در مجلس شورای ملی حضور داشت.